# Guillermo Owen
Guillermo Owen (Bogotá, Colombia, 4 de mayo de 1938) es un matemático y profesor universitario colombiano. Hijo del poeta mexicano Gilberto Owen.
Realizó sus estudios en Estados Unidos. Estudió su carrera universitaria en la Universidad de Fordham, licenciándose en 1958. Obtuvo el doctorado por la Universidad de Princeton en 1962; su tesis doctoral fue dirigida por Harold W. Kuhn.
Owen es conocido por sus trabajos en la Teoría de Juegos; durante su carrera académica ha publicado más de cien artículos y ha participado como autor, editor o traductor en la publicación de 13 libros especializados. Su libro "Teoría del Juego" (1968) es conocido mundialmente y ha sido traducido a muchos idiomas. Ha sido considerado uno de los padres fundadores de la Teoría de Juegos por la revista científica Theory and Decision (Vol. 56, n.º 1-2, febrero de 2004).
Owen ha trabajado en las universidades estadounidenses de Fordham (1961–1969) y Rice (1969–1977), y en la colombiana Universidad de los Andes (1978–1982).
Ha dado conferencias en muchas universidades europeas y latinoamericanas y ostenta el título de Profesor Distinguido de Matemáticas Aplicadas en la Escuela Naval de Postgrados de Monterrey, California. Es miembro de la Academia Colombiana de Ciencias Exactas, Físicas y Naturales, la Real Academia de Ciencias y Artes de Barcelona y la Tercera Academia Mundial de Ciencias.

## Publicaciones
- Owen, Guillermo (1968), Game Theory, San Diego: Academic Press.

- Datos: Q972473